# Cambarus jonesi
Cambarus jonesi е вид ракообразно от семейство Cambaridae. Видът е уязвим и сериозно застрашен от изчезване.

## Разпространение и местообитание
Разпространен е в САЩ (Алабама).
Обитава сладководни басейни и реки.